# NGC 2631

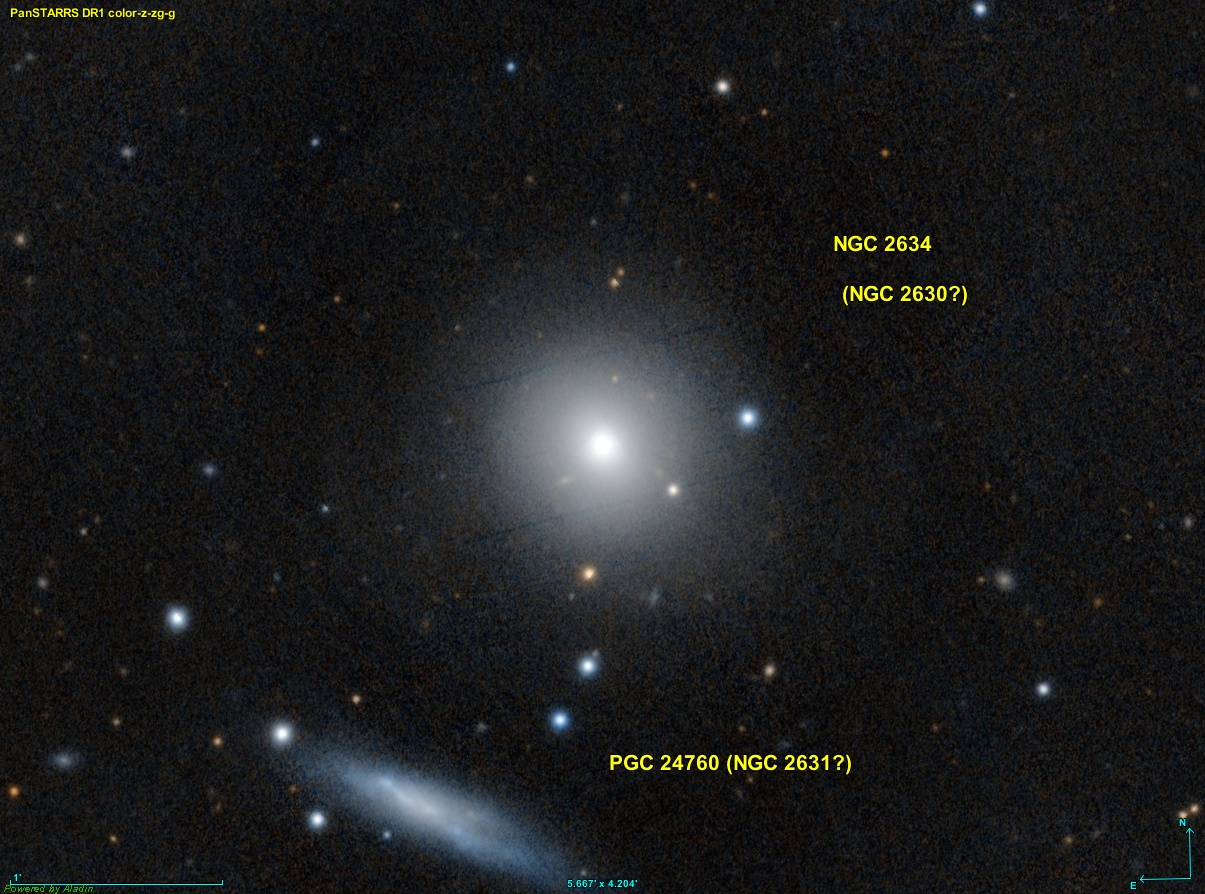
NGC 2631 pourrait être PGC 24760.

NGC 2631 est une entrée du New General Catalogue qui concerne un corps céleste perdu, ou inexistant ou encore mal identifié qui est situé dans la constellation de la Grande Ourse. Cet objet a été enregistré par l'astronome allemand Wilhelm Tempel en 1883.
Selon John Dreyer, les notes de Tempel indiquent que NGC 2631 et NGC 2630 étaient deux objets nébuleux très petits et très pâles situés près de NGC 2629. Dreyer indique que ces deux objets étaient à 1,5 minute d'arc au nord de NGC 2629. Mais, il n'y a rien à cette position. Ces deux objets sont donc considérés comme perdus ou inexistants. Cependant, selon Harold G. Corwin, Tempel a noté que ces deux galaxies étaient plus brillantes que la galaxie utilisée comme comparaison. Elles pourraient donc exister, mais leur position serait erronée. Corwin suggère que Tempel a confondu la galaxie NGC 2633 avec la galaxie NGC 2629. Si c'est effectivement le cas, NGC 2630 et NGC 2631 serait en réalité les galaxies NGC 2634 et PGC 24760.
Note : la base de données Simbad indique que NGC 2631 est la même que NGC 2630 soit la galaxie PGC 24614.